# Attenkirchen
Attenkirchen er en kommune i i Landkreis Freising Regierungsbezirk Oberbayern i den tyske delstat Bayern. Den er en del af Verwaltungsgemeinschaft Zolling.

## Geografi
Attenkirchen ligger i det tertiære bakkeland omkring 13 kilometer nord for Freising ved udkanten af landskabet Hallertau, der har de største arealer med humleavl i Tyskland.

### Bydele
Ud over Attenkirchen er der i kommunen disse landsbyer og bebyggelser: Aigenrüpel, Aign, Berging, Brandloh, Eisenthal, Gallersberg, Gehausen, Gfeichtet, Götzendorf, Gütlsdorf, Haarland, Hettenkirchen, Hohenmorgen, Kronsdorf, Pfettrach, Pischlsdorf, Rannertshausen, Roggendorf, Staudhausen, Thalham og Wimpasing.